# Maleducati
Maleducati è un singolo del rapper italiano Lazza, pubblicato il 27 febbraio 2017 per Sony come estratto dell'album Zzala.

## Descrizione
Il brano si presenta come un lavoro artistico autobiografico. A riprova di ciò, il videoclip della canzone, realizzato con la regia di Corrado Perria, è stato girato a Milano, città natale di Lazza.

## Tracce
1. Maleducati – 3:51